# Adipsomyia mutabilis
Adipsomyia mutabilis är en tvåvingeart som beskrevs av Collin 1928. Adipsomyia mutabilis ingår i släktet Adipsomyia och familjen dansflugor. Inga underarter finns listade i Catalogue of Life.